# Rory Sutherland
Rory Sutherland (8 de fevereiro de 1982 em Canberra) é um ciclista australiano membro da equipa emirati UAE Team Emirates.

## Trajectória
Estreiou como profissional em 2002 na equipa Rabobank Continental (filial do Rabobank Pro Tour). Em 2004 além de ganhar o campeonato australiano de estrada sub-23, venceu em várias etapas em carreiras da Bélgica, Holanda, Itália e Alemanha, como a Flèche Hesbignonne Cras Avernas, o Olympia's Tour e o Giro d'Abruzzo, com o qual se ganhou um lugar na equipa Pro Tour em 2005, chegando a participar do Giro d'Italia.
A 23 de agosto desse ano, um controle antodoping na Volta à Alemanha deu-lhe resultado positivo e a Federação de Ciclismo da Bélgica (já que a sua licença estava expedida nesse país) suspendeu-o por 15 meses, depois do qual deveu estar inactivo durante 2006.
Para 2007 emigrou aos Estados Unidos à equipa Health Net presented by Maxxis e ali voltou a destacar-se vencendo em várias carreiras de categoria nacional como a Joe Martin Stage Race que ganhou 3 anos consecutivos (2007 ao 2009), ou a Nature Valley Grand Prix também 3 anos seguidos (2008 ao 2010), além de ser o ganhador final do calendário nacional estadounidense em 2007 e 2008.
A temporada de 2012 foi a mais frutífera de Sutherland, conseguindo alçar-se com vitórias em carreiras como o Tour de Gila e o Tour de Beauce. Ademais teve boas actuações no Tour de Utah e o USA Pro Cycling Challenge obtendo etapas em ambas competições. Estes triunfos outorgaram-lhe os pontos suficientes para coroar-se campeão de UCI America Tour, depois do qual se anunciou o seu contrato por 2 anos com o Team Saxo-Tinkoff para a temporada de 2013.
Em 2015 alinhou pela equipa espanhola Movistar Team.

## Palmarés
2004
- Flèche Hesbignonne

2005
- 2º no Campeonato da Austrália Contrarrelógio

2007
- 2º no Campeonato da Austrália Contrarrelógio

2008
- 2º no Campeonato da Austrália Contrarrelógio
- 3º no Campeonato da Austrália de Rota

2012
- Tour de Gila, mais 1 etapa
- Tour de Beauce
- 1 etapa do Tour de Utah
- 1 etapa do USA Pro Cycling Challenge
- UCI America Tour

2017
- Volta à La Rioja

## Resultados nas Grandes Voltas e Campeonatos do Mundo
| Carreira           | 2002 | 2003 | 2004 | 2005 | 2006 | 2007 | 2008 | 2009 | 2010 | 2011 | 2012 | 2013 | 2014 | 2015 | 2016 | 2017 | 2018 | 2019 |
| ------------------ | ---- | ---- | ---- | ---- | ---- | ---- | ---- | ---- | ---- | ---- | ---- | ---- | ---- | ---- | ---- | ---- | ---- | ---- |
| Giro d'Italia      | -    | -    | -    | 108º | -    | -    | -    | -    | -    | -    | -    | 97º  | -    | -    | 80º  | 108º | -    | -    |
| Tour de France     | -    | -    | -    | -    | -    | -    | -    | -    | -    | -    | -    | -    | -    | -    | -    | -    | 106º | -    |
| Volta a Espanha    | -    | -    | -    | -    | -    | -    | -    | -    | -    | -    | -    | -    | -    | 139º | 130º | -    | -    | -    |
| Mundial em Estrada | -    | -    | -    | -    | -    | -    | -    | -    | -    | -    | -    | Ab.  | Ab.  | -    | -    | Ab.  | Ab.  | -    |

-: não participa

Ab.: abandono

## Equipas
- Rabobank Continental (2002-2004)
- Rabobank (2005)[4]
- UnitedHealthcare Pro Cycling Team (2007-2012)
  - Health Net presented by Maxxis (2007-2008)
  - Ouch presented by Maxxis (2009)
  - UnitedHealthcare presented by Maxxis (2010)
  - UnitedHealthcare Pro Cycling Team (2011-2012)
- Tinkoff-Saxo (2013-2014)
  - Team Saxo-Tinkoff (2013)
  - Tinkoff-Saxo (2014)
- Movistar Team (2015-2017)
- UAE Team Emirates (2018-)